# Skalice (Fluss)
Die Skalice (deutsch Skalitz) ist ein linker Zufluss der Lomnice in Tschechien.

## Verlauf
Die Skalice entspringt in der Brdská vrchovina im Kotel (Mausloch) am Nordwesthang des Kobylí hlava (Hengst, 756 m) bei der Hütte Červená in 678 m Höhe in drei Quellbächen, die sich zum Kotelský potok vereinen. Ihr Lauf führt zunächst nach Osten über Hutě pod Třemšínem, wo sie die Teiche Velký kotelský rybník, Malý kotelský rybník und Obžera speist, bis Starý Rožmitál und Rožmitál pod Třemšínem. Hier wird der Kotelský potok am Schloss in den Podzámecký rybník geleitet.
Ab Rožmitál pod Třemšínem trägt der Bach den Namen Skalice. Er fließt über Sadonice, U Pátého Hamru, Podhora, Skuhrov, Pňovice und Oslí in das Mittelböhmische Hügelland. Dort wendet sich der Bach an seinem weiteren Verlauf über Valcha, Zadní Poříčí, Přední Poříčí, Xaverov, Nový Mlýn und Březnice in südliche Richtung.
Auf dem Abschnitt unterhalb von Březnice wird der Fluss Vlčava, früher Božes genannt. Er windet sich in einer Flussschleife bei Bor und Dobrá Voda um den Bozeňer Rücken nach Osten und ändert seine Richtung an der Burgruine Hrochův Hrádek wieder nach Süden. Entlang der Vlčava liegen Stražiště, Na Drahách, Lhotka, Myslín, Urbanův Mlýn, Podskalí, Plíškovice und Mirovice.
Unterhalb von Mirovice trägt der Fluss wieder die Bezeichnung Skalice. Über Zámostí, Horosedly, Dolní Nerestce, Horní Nerestce, Krsice, Na Pohodnici, Čimelice, Bisingrov, Větrov, Smetanova Lhota, Podelhota, U Mostu, Kozí Hrady und Varvažov fließt die Skalice in südliche Richtung. Der unterste, etwa zwei Kilometer lange Flussabschnitt führt durch ein enges Tal mit Felsformationen und gehört zum Stauraum der Orlík-Talsperre. Im Doupata-Wald bei Ostrovec mündet der Fluss in der Orlík-Talsperre nach 52,34 km bei 348 m Höhe in die Lomnice. Das Einzugsgebiet der Skalice beträgt 375 km².
Entlang des Flusses führt die Eisenbahnstrecke zwischen Rožmitál pod Třemšínem und Březnice sowie zwischen Xaverov und Smetanova Lhota ein Teilstück der Strecke Příbram – Písek.
Der Flussabschnitt unterhalb des Zusammenflusses mit der Lomnice wurde früher der Skalice zugerechnet, so die Skalice als Zufluss der Otava und die längere und wasserreichere, jedoch aus einem schmalen Tal rechtsseitig zufließende, Lomnice als Zufluss der Skalice galt.

## Zuflüsse
- Chynský potok (l), bei Věšín
- Věšínský potok (l), bei Věšín
- Nový potok (l), bei Starý Rožmitál
- Hoděmyšlský potok (l), bei Rožmitál pod Třemšínem
- Bezděkovský potok (r), in Podhora
- Nesvačilský potok (r), bei Pňovice
- Mlýnský potok (r), bei Počaply
- Hrádecký potok (l), bei Myslín
- Mišovický potok (r), bei Nerestce
- Krahulík (l), bei Nerestce
- Lazišťský potok (l), bei Krsice
- Slavkovickohorský potok (r), bei Krsice
- Rakovický potok (r), in Větrov
- Boudský potok (r), unterhalb Větrov
- Žabák (l), bei Smetanova Lhota